# Lucius Antonius Saturninus
Lucius Antonius Saturninus († 89) war ein römischer Politiker Ende des 1. Jahrhunderts n. Chr., der sich vergeblich gegen Kaiser Domitian erhob.

## Leben
Saturninus wurde von Vespasian in den Senatorenstand aufgenommen. Er war im Jahr 82 Konsul und wurde etwas später Statthalter der Provinz Germania superior.
In Mogontiacum wurde er von seinen Truppen, die Legio XIIII Gemina und die Legio XXI Rapax, im Januar 89 zum Imperator ausgerufen. In der spätantiken Epitome de Caesaribus wird behauptet, dass Domitian ihn als Homosexuellen beleidigt hatte und Saturninus sich deshalb gegen ihn erhob. Doch der Aufstand wurde schon nach 42 Tagen von den Truppen des Statthalters der Provinz Germania inferior, Aulus Bucius Lappius Maximus, niedergeschlagen, noch bevor Domitian mit starken Verbänden, darunter den Prätorianern, nach Norden gezogen war. Angeblich hatten Saturninus, der sein Leben verlor, Germanen zu Hilfe kommen wollen, die aber den aufgetauten Rhein nicht überschreiten konnten. Maximus verbrannte Saturninus’ Briefe, um zu verhindern, dass andere hineingezogen würden. Domitian ließ der Niederschlagung der Revolte trotzdem die Hinrichtungen der meisten Offiziere folgen. Saturninus’ Kopf wurde in Rom auf dem Forum ausgestellt. 
Die Domitian treu gebliebenen Truppeneinheiten erhielten den ehrenden Beinamen pia fidelis. Auch verfügte Domitian, dass nicht mehr zwei Legionen im selben Lager untergebracht werden dürften. Jan Kees Haalebos, 2001 verstorbener Professor für Provinzrömische Archäologie in Nijmegen, geht davon aus, dass wegen dieses Aufstandes das Legionslager in Nimwegen erweitert wurde und die hölzernen Bauten durch steinerne ersetzt wurden.